# Ганс Кельнер
Ганс Кельнер (нім. Hans Källner; 9 жовтня 1898, Катовиці, Верхня Сілезія — 18 квітня 1945, поблизу Сокольниці, Південноморавський край) — німецький воєначальник часів Третього Рейху, генерал-лейтенант (1944) Вермахту. Один зі 160 кавалерів Лицарського хреста з Дубовим листям та мечами (1944).

## Біографія
Військова кар'єра
- 6 червня 1915 — волонтер
- 28 квітня 1916 — єфрейтор
- квітень 1917 — унтер-офіцер
- вересень 1917 — віце-вахмістр
- 16 жовтня 1917 — лейтенант резерву

- 21 жовтня 1920 — лейтенант поліції
- 24 травня 1924 — обер-лейтенант поліції
- 18 грудня 1929 — гауптман поліції

- 15 жовтня 1935 — ротмістр
- 1 серпня 1936 — майор
- 1 листопада 1939 — оберст-лейтенант
- 1 березня 1942 — оберст
- 1 листопада 1943 — генерал-майор
- 1 червня 1944 — генерал-лейтенант

Ганс Кельнер народився 9 жовтня 1898 у сілезькому місті Катовицях (сучасна Польща). 6 червня 1915 пішов добровольцем до армії, був зарахований до 11-го кінно-єгерського полку (нім. Jäger-Regiment zu Pferde Nr. 11) разом зі своїм братом Паулем (який надалі залишився в полоні в Росії і став там комуністом).
Бився на Східному фронті проти російських військ, 28 квітня 1916 року підвищений в єфрейтори. З квітня 1917 року — унтер-офіцер, з жовтня 1917 року — лейтенант резерву (тобто без закінчення військового училища). Весною 1918 року перекинутий разом з полком на Західний фронт, де бився у багатьох боях та битвах. Нагороджений Залізними хрестами обох ступенів.
У січні 1919 року по завершенню світової війни демобілізувався, з лютого 1919 до травня 1920 проходив службу у Фрайкорі. 21 жовтня 1920 року вступив на службу в поліцію у Люблінці, у званні лейтенант. Потім служив у поліції в Ополе і Гливиці. З 1926 до 1935 року він був інструктором у поліцейській академії в Потсдам-Айхе.
У серпні 1935 року повернувся на військову службу, в кінноту — командир ескадрону, ротмістр. До початку Другої світової війни — командир розвідувального батальйону 11-ї піхотної дивізії, майор.
З початком бойових дій на передовій, командував розвідувальним батальйоном у Польській і Французькій кампаніях, нагороджений планками до Залізних хрестів (повторне нагородження). 1 листопада 1939 присвоєне чергове звання оберст-лейтенант.
З 22 червня 1941 року — брав участь у німецько-радянській війні. Бої в районі Волхова. Нагороджений Золотим німецьким хрестом. З серпня 1941 командир стрілецького полку 19-ї танкової дивізії, бої в районі Невеля, потім під Москвою. З березня 1942 — оберст. У травні 1942 року нагороджений Лицарським хрестом.
З серпня 1943 року — командир 19-ї танкової дивізії, 1 листопада 1943 року присвоєне звання генерал-майор. У лютому 1944 нагороджений за бої в районі Житомира дубовим листям до Лицарського хреста. 1 червня 1944 року — генерал-лейтенант. За бої на Західній Україні та в районі Варшави в жовтні 1944 року нагороджений мечами (№ 106) до Лицарського хреста з дубовим листям.
З березня 1945 року — командувач XXIV-м танковим корпусом. 18 квітня 1945 загинув на лінії фронту поблизу Сокольніце на півдні Моравії, коли приїхав з інспекційною перевіркою своїх військ.